# The Good Life
The Good Life er det tredje studiealbum fra den danske rockgruppe Kashmir, der udkom den 16. februar 1999 på pladeselskabet Start. The Good Life blev Kashmirs gennembrudsalbum, og har sidenhen solgt over 100.000 eksemplarer. Ved Dansk Grammy 2000 vandt Kashmir i kategorierne Årets danske album, Årets danske gruppe og Årets danske rock udgivelse, mens forsanger Kasper Eistrup fik prisen for Årets danske sangskriver.
Teksterne kredser bl.a. om Kasper Eistrups skilsmisse fra Sara Bro samt venners dødsfald: "Det er en plade som handler om at tabe, men samtidig er det også en plade, som handler om at vinde et eller andet ved at tabe. The Good Life er blevet til i kraft af alle de ting, som er gået væk, som er forsvundet." Modsat de to foregående album, har Eistrup komponeret de fleste af albummets sange, ligesom Kashmir på The Good Life har søgt væk fra den legende og humoristiske tilgang til musikken: "Vi har leget meget på vores første plader. Nu hvor meget af det er blevet spillet af, har vi det med i bagagen. Vi har dog ikke så meget leget for at vise folk, hvor gode vi var. Det var mere for vores egen skyld."
Kashmir turnerede efter udgivelsen med keyboardspiller og guitarist Henrik Lindstrand som nyt livemedlem, og i 2000 blev han officiel medlem af bandet.

## Spor
Alt tekst skrevet af Kasper Eistrup, undtagen "Miss You" og "New Year's Eve skrevet af Eistrup og Mads Tunebjerg. "Lampshade" er skrevet af Kasper Eistrup og Kenneth Kruse. "Mudbath" er skrevet af Kashmir. Alt musik skrevet af Kasper Eistrup. 
| #   | Titel                         | Længde |
| --- | ----------------------------- | ------ |
| 1.  | "Mom in Love, Daddy in Space" | 4:37   |
| 2.  | "Make It Grand"               | 4:39   |
| 3.  | "Lampshade"                   | 6:09   |
| 4.  | "Graceland"                   | 4:52   |
| 5.  | "It's OK Now"                 | 4:56   |
| 6.  | "Miss You"                    | 4:41   |
| 7.  | "New Year's Eve"              | 4:43   |
| 8.  | "Mudbath"                     | 4:47   |
| 9.  | "Gorgeous"                    | 6:54   |
| 10. | "Kiss Me Goodbye"             | 4:07   |

## Hitlisteplacering
| Hitliste (1999) | Højeste placering | Certificering |
| --------------- | ----------------- | ------------- |
| Danmark         | 3                 | 3× Platin     |